# ТЭМ-ТМХ
Тепловоз ТЭМ-ТМХ — маневровый тепловоз с электрической передачей переменно-постоянного тока и осевой формулой 3О−3О.

## Назначение
Тепловоз предназначен для выполнения тяжёлой вывозной, маневровой и лёгкой магистральной работы на железнодорожных путях ОАО «РЖД» и подъездных путях промышленных предприятий колеи 1520 мм в умеренном климате при температуре окружающей среды от +40°С до −50°С.

## История
Разработка проекта конструкции модульного тепловоза велась совместно Брянским машиностроительным заводом, чешской компанией CZ LOKO и Вильнюсским депо по ремонту локомотивов. Тепловоз создан на базе главной рамы и бесчелюстных тележек маневрового тепловоза ТЭМ18ДМ с использованием оборудования, поставляемого компанией CZ LOKO.
На тепловозе применён модульный принцип компоновки, это позволило установить башенную кабину машиниста и низкий капот. По экологическим показателям дизель соответствует требованиям стандарта EURO-3.
Опытный образец выпущен в июле 2009 года.

## Характеристика
Кузов тепловоза капотного типа и состоит из шести функциональных модулей: модуля электрического оборудования; кабины управления; модуля дизель-генератора; модуля вспомогательных приводов; модуля охлаждения и модуля пневматики.
Тепловоз оборудован:

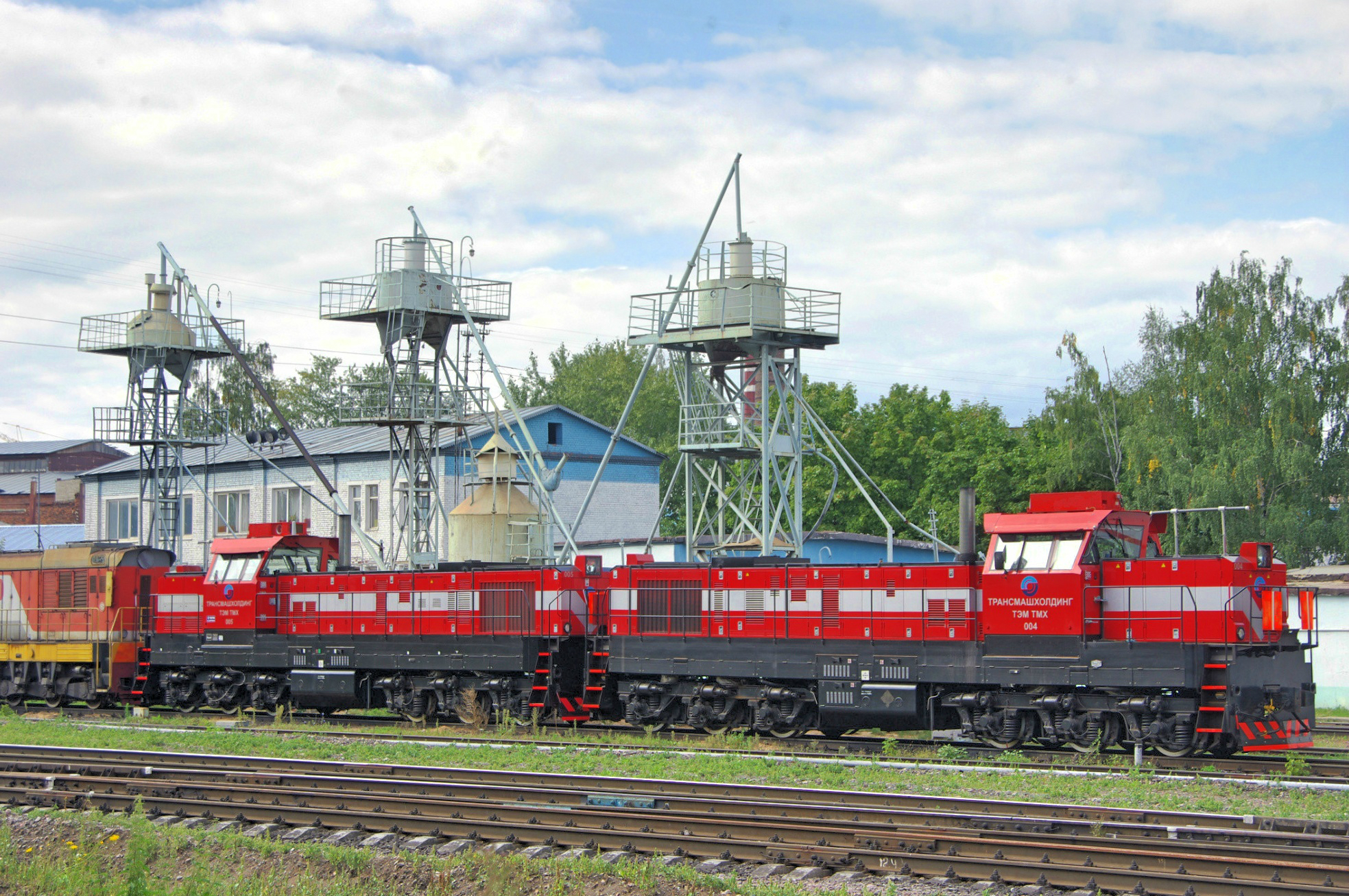
ТЭМ-ТМХ-004 и 005 на станции Лихоборы

- дизель-генератором «Locat 3508/ 631» в составе: дизеля Caterpillar 3508B (8ЧН17/19) мощностью 970 кВт (1320 л. с.) с применением антифриза в качестве охлаждающей жидкости; тягового генератора переменного тока типа 1ТC2 631-6BO29T и вспомогательного генератора переменного тока типа 1ТC2 631-6BO29P, фирмы «Siemens Drasov»;
- электрической передачей переменно-постоянного тока;
- электронной системой управления, контроля, защиты и диагностики;
- агрегатом компрессорным АКРВ 3,2/10 в составе винтового компрессора с асинхронным приводом;
- электродинамическим тормозом с принудительным охлаждением;
- унифицированным комплексом тормозного оборудования УКТОЛ с краном машиниста с дистанционным управлением усл. № 130
- системой «Webasto» предварительного прогрева теплоносителей при выключенном двигателе;
- гребнесмазывателем типа АГС8;
- стартерной и бортовой щелочными аккумуляторными батареями.

### Характеристика кабины управления
Управление тепловозом осуществляется из кабины, приподнятой над капотом. На главную раму кабина устанавливается на четырёх сайлент-блоках. Кабина имеет большую застеклённую поверхность, гарантирующую хороший обзор. Лобовые окна с безопасным многослойным стеклом, с электрическим подогревом и солнцезащитными шторками имеют отрицательный уклон 10°. Кабина имеет термо- и звукоизоляцию и оборудована двумя диагонально установленными пультами управления. Оба пульта оснащены оборудованием для полноценного управления тепловозом. В кабине находятся два подрессоренных, регулируемых в продольном направлении и по высоте кресла машиниста. Для отопления в кабине устанавливается агрегат воздушного отопления Webasto и четыре теплообменника-калорифера XEROS-4000, использующих тепло из системы охлаждения дизеля. Также, кабина оборудована кондиционером, плиткой Термофах.

## Эксплуатация
Опытный образец локомотива в феврале 2011 года проходил эксплуатационные испытания на манёврово-вывозной, горочной и хозяйственной работе в локомотивном депо Брянск-II Московской железной дороги.
Большинство серийных локомотивов эксплуатируются на Литовских железных дорогах, несколько локомотивов в работе у частных компаний в Эстонии.
В 2013 году пять тепловозов были поставлены РЖД, изначально они были приписаны к депо ТЧЭ-2 Лихоборы-Окружные. В июне 2015 года их передали из депо ТЧЭ-2 Лихоборы-Окружные в депо ТЧЭ-6 Москва-Сортировочная-Рязанская, они эксплуатировались на станциях Перово и Москва-пассажирская-Казанская. В июле-августе 2018 года все тепловозы были переданы в депо ТЧЭ-1 Калининград.